# Sex Bomb
Sex Bomb è una canzone del 1999 del cantante gallese Tom Jones e del DJ Mousse T., diventata un successo in tutto il mondo.
Del brano esiste anche una versione cover-parodia di Max Raabe. Nel videoclip della canzone si può notare il ballerino italo-inglese Jimmy Barba, che in Italia nel 2010 partecipò al Grande Fratello 11. Nel 2006 Tony Evans Dancebeat Studio Band inserisce il brano nell'album Dancebeat 4 - Latin Heat 2 (Tema International Ltd).
La versione Peppermint Disco Mix utilizza un campionamento della parte strumentale del singolo All American Girls delle Sister Sledge.

## Tracce
1. Sex Bomb (Album Version) – 3:34
2. Sex Bomb (Peppermint Disco Radio Mix, produttore Royal Garden, Remix Mousse T. e Royal Garden) – 3:54

## Classifiche
| Classifica (2000)        | Posizione massima |
| ------------------------ | ----------------- |
| Australia                | 35                |
| Austria                  | 3                 |
| Belgio (Fiandre)         | 11                |
| Belgio (Vallonia)        | 2                 |
| Danimarca                | 9                 |
| Europa                   | 1                 |
| Finlandia                | 5                 |
| Francia                  | 1                 |
| Germania                 | 3                 |
| Irlanda                  | 7                 |
| Italia                   | 2                 |
| Norvegia                 | 18                |
| Paesi Bassi              | 11                |
| Regno Unito              | 3                 |
| Spagna                   | 2                 |
| Svezia                   | 9                 |
| Svizzera                 | 1                 |
| Classifica (2004)        | Posizione massima |
| Stati Uniti (dance club) | 11                |